# 格朗丰峰

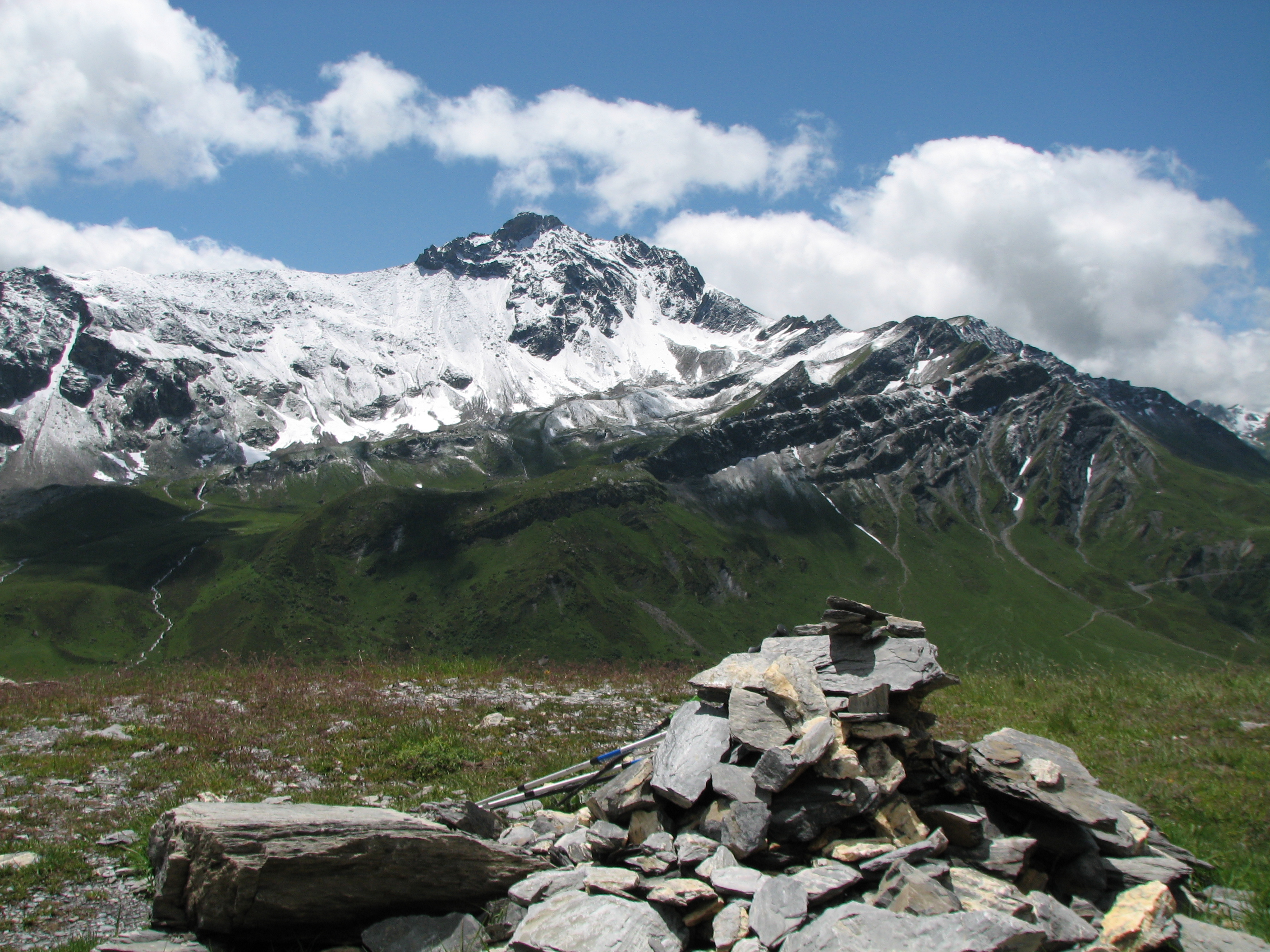

45°39′58″N 06°40′15″E / 45.66611°N 6.67083°E
大豐峰（法語：Aiguille du Grand Fond），是法國的山峰，位於該國東南部，由奧文尼-隆-阿爾卑斯大區負責管轄，屬於博福爾坦山的一部分，海拔高度2,920米，每年平均降雨量1,567毫米。